# Roll-Back-Verfahren

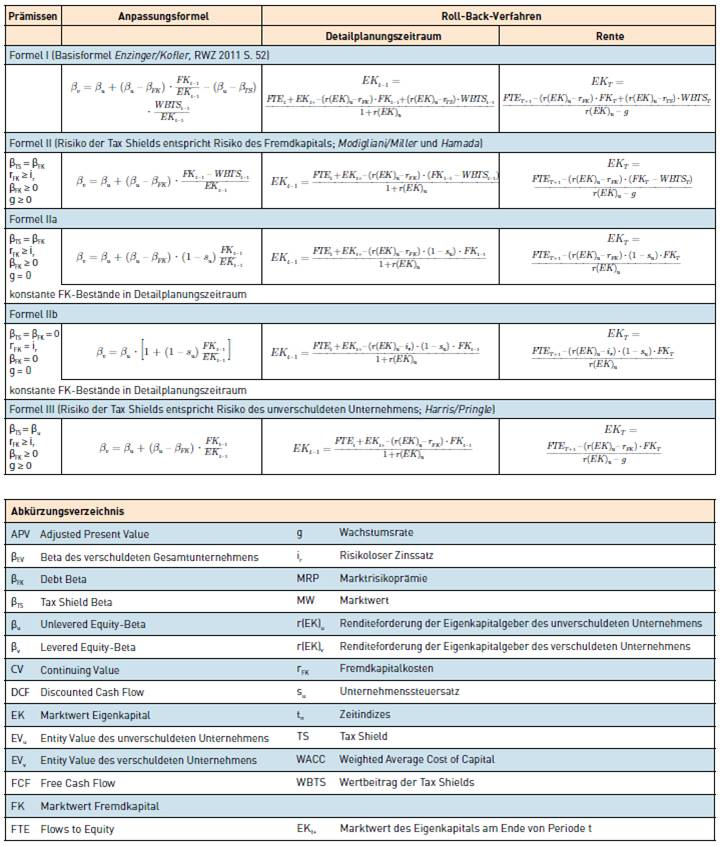
Roll-Back-Formeln

Das Roll-Back-Verfahren ist eine Rechentechnik zur Ermittlung des Unternehmenswertes, mit der zukünftige Cashflows ohne das Erfordernis einer mathematischen Iteration diskontiert werden können. Der Unternehmenswert wird dabei ausgehend vom Wert der ewigen Rente Periode für Periode rückwärts bis zum Bewertungsstichtag ermittelt (rekursive Unternehmenswertermittlung). Das bei der Unternehmenswertermittlung häufig auftretende Zirkularitätsproblem wird bei diesem Verfahren durch formale Äquivalenzumformungen der Bewertungsgleichungen aufgelöst. Die einfache Handhabung des Roll-Back-Verfahrens führt, verglichen mit dem Iterationsverfahren, zu einer deutlichen Komplexitätsreduktion. Durch die formalen Äquivalenzumformungen der Bewertungsgleichungen ist keine mathematische Iteration notwendig. Die erforderlichen Rechenschritte sind mit einem einfachen Taschenrechner bewältigbar.
Aufgrund unterschiedlicher Prämissen bei der Anpassung von Beta-Faktoren können unterschiedliche Beta-Anpassungsformeln abgeleitet werden. Korrespondierend dazu, können entsprechende Roll-Back-Formeln abgeleitet werden. Ein Überblick über die in der Praxis üblicherweise verwendeten Roll-Back-Formeln sowie deren Anwendungsvoraussetzungen ist in der Abbildung ersichtlich. Hierbei wird zwischen der Detailplanungsphase sowie der ewigen Rente differenziert.

## Berechnungsbeispiel
Angaben für das Berechnungsbeispiel:
| Angaben                   |       |
| ------------------------- | ----- |
| Wachstum in Rente (g)     | 2,0 % |
| Risikoloser Zinssatz (ir) | 4,0 % |
| Marktrisikoprämie         | 5,5 % |
| Beta unverschuldet (ßu)   | 0,8   |
| rEKu                      | 8,4 % |
| FK-Kosten (rFK)           | 6,0 % |
| Steuersatz (su)           | 25 %  |

Die angegebenen Flows To Equity sowie der Marktwert des Fremdkapitals der jeweiligen Periode sind aus folgender Tabelle zu entnehmen:
|       |       | PLAN  | PLAN  | PLAN  | PLAN  | PLAN |
|       | t0    | t1    | t2    | t3    | t4    | t5   |
| ----- | ----- | ----- | ----- | ----- | ----- | ---- |
| FTE   |       | 50,0  | 80,0  | 75,0  | 95,0  | 96,9 |
| MW FK | 660,0 | 700,0 | 750,0 | 600,0 | 650,0 |      |

In einem ersten Schritt wird der Shareholder Value am Ende des Detailplanungszeitraumes (t4=T) ermittelt, d. h. der Marktwert des Eigenkapitals der ewigen Rente bestimmt. Für diese Berechnung wird die Formel von Harris/Pringle verwendet, die davon ausgeht, dass das Risiko der Tax Shield dem Risiko des unverschuldeten Unternehmens entspricht. Die entsprechende Roll-Back-Formel für die ewige Rente lautet:
{\displaystyle EK_{T}={\frac {FTE_{T+1}-(r(EK)_{u}-r_{FK})\cdot FK_{T}}{r(EK)_{u}-g}}}
Anhand des Beispiels ergibt sich folgender Marktwert des Eigenkapitals zum Zeitpunkt EKt4+:
{\displaystyle EK_{t4+}={\frac {96{,}9-(8{,}4\,\%-6{,}0\,\%)\cdot 650}{8{,}4\,\%-2\,\%}}=1\,270{,}3}
In einem weiteren Schritt wird der Marktwert des Eigenkapitals zum Zeitpunkt t3 ermittelt, indem die korrespondierende Roll-Back-Formel für den Detailplanungszeitraum verwendet wird:
{\displaystyle EK_{t-1}={\frac {FTE_{t}+EK_{t+}-(r(EK)_{u}-r_{FK})\cdot FK_{t-1}}{1+r(EK)_{u}}}}
Anhand des Beispiels ergibt sich folgender Marktwert des Eigenkapitals zum Zeitpunkt EKt3+:
{\displaystyle EK_{t3+}={\frac {95+1\,270{,}3-(8{,}4\,\%-6{,}0\,\%)\cdot 600}{1+8{,}4\,\%}}=1\,246{,}2}
Wird die gezeigte Rechentechnik rekursiv bis t0 zur Anwendung gebracht, errechnet sich ein Marktwert des Eigenkapitals zu t0 i. H. von 1.108,4 (siehe Tabelle).
Zusammenfassung der Ergebnisse:
|       |         | PLAN    | PLAN    | PLAN    | PLAN    | PLAN |
|       | t0      | t1      | t2      | t3      | t4      | t5   |
| ----- | ------- | ------- | ------- | ------- | ------- | ---- |
| MW EK | 1.108,4 | 1.167,4 | 1.202,2 | 1.246,2 | 1.270,3 |      |